# Річковий транспорт Удмуртії
Річковий транспорт в Удмуртії розвинений досить добре, чому сприяє зручне положення країни щодо великих водних артерій. Головною такою магістраллю є річка Кама, яка на території Удмуртії судноплавна на всьому своєму протязі — 140 км. В періоди інтенсивних лісозаготівель (в 1950-1960-их роках) по низці річок сплавляли ліс. По річці Камі сплав лісу плотами не припинився донині.
Річковим транспортом в Удмуртії доставляються паливо, мінеральні добрива, машини та устаткування, нафтопродукти. Вантажообіг транспорту в 1994 році становив 4,8 млн тонн. Основна маса вантажів проходить через річковий порт Камбарки. Річковий транспорт Удмуртії здійснює і пасажирські перевезення. Комфортабельні пароплави в період навігації відправляються з порту в Сарапулі по річці Камі до міст Перм, Казань, Самара, Астрахань та Москва. В 1994 році суднами було перевезено 904 тис. пасажирів.

## Річкові порти та пристані
- Степаново
- Новий
- Паздери
- Сидорові Гори
- Докша
- Гольяни*
- Макарово
- Нечкино*
- Дулесово
- Яромаска
- Сарапул*
- Єршовка*
- Усть-Сарпапулка
- Непряха
- Кама*
- Тарасово*
- Камбарка*
- Галаново*
- Сухарьово
- Боярка*
- Каракуліно*

Примітка: * — є також поромна переправа